# Aéroport international de Tampico
L'Aéroport international général Francisco Javier Mina ou Aéroport international de Tampico (code IATA : TAM • code OACI : MMTM • code DGAC M. : TAM), est un aéroport localisé à Tampico, dans l'État du Tamaulipas, au Mexique. Situé sur la côte du Golfe du Mexique, il reçoit le trafic aérien national et international de la Zone Métropolitaine de Tampico et ses environs.
C'est à partir de cet aéroport qu'a été réalisé le premier vol commercial du Mexique avec pour destination Mexico. Cet aéroport est la seconde en importance de tout le nord-est du pays seul derrière l'Aéroport de Monterrey.

## Information
Dans les années 1920, le premier vol de la Compagnie mexicaine d'aviation a été effectué entre Tampico et Mexico.
C'est le premier aéroport du Mexique où fut réalisé le premier atterrissage par instrument ILS, réalisé par le pilote William Lantie Mallory dans un avion Lincoln Standard.
En 2014, Tampico a reçu 688 893 passagers, alors qu'en 2015 il a reçu 763 744 passagers, selon des données publiées par le Groupe aéroportuaire Centre Nord.
L'aéroport a été nommé Francisco Xavier Mina, en honneur au militaire et guérillero espagnol qui a participé à la Guerre d'indépendance espagnole (contre les français) et à l'Indépendance du Mexique (du côté des insurgés et à l'encontre des réalistes).

## Compagnies aériennes et destinations

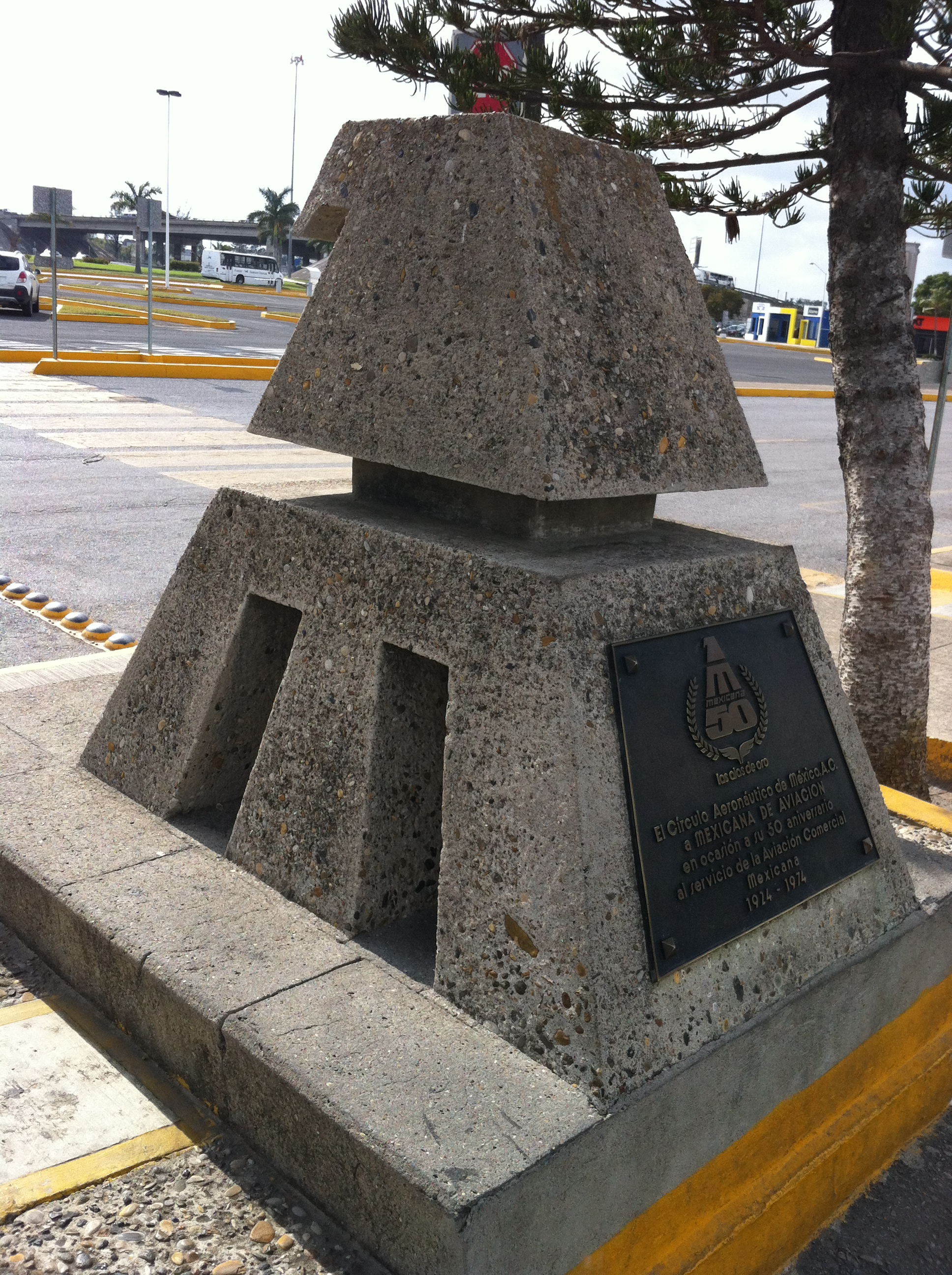
Monument commémoratif des 50 ans de la compagnie Mexicana.

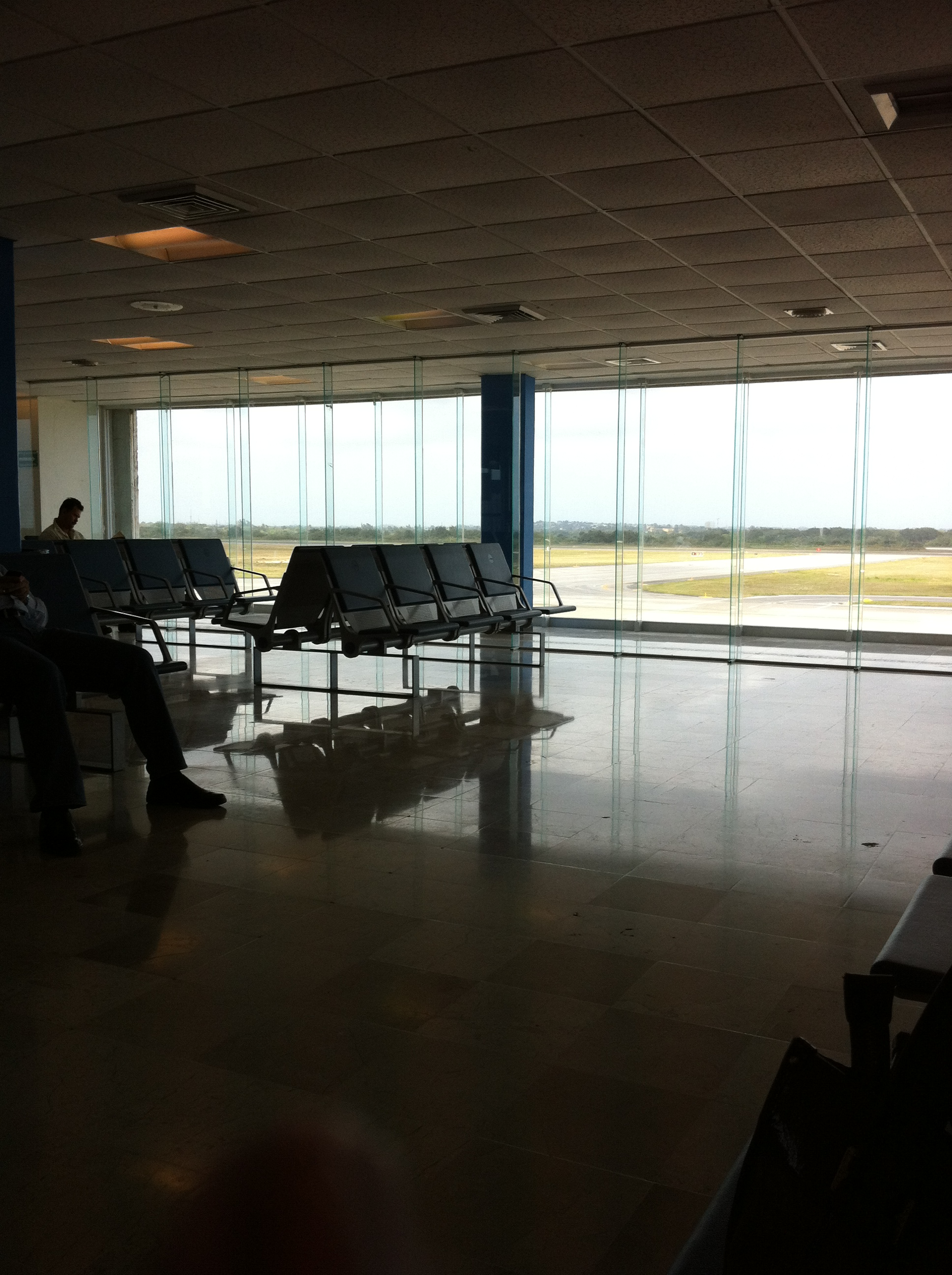
Salle d'attente de l'aéroport.

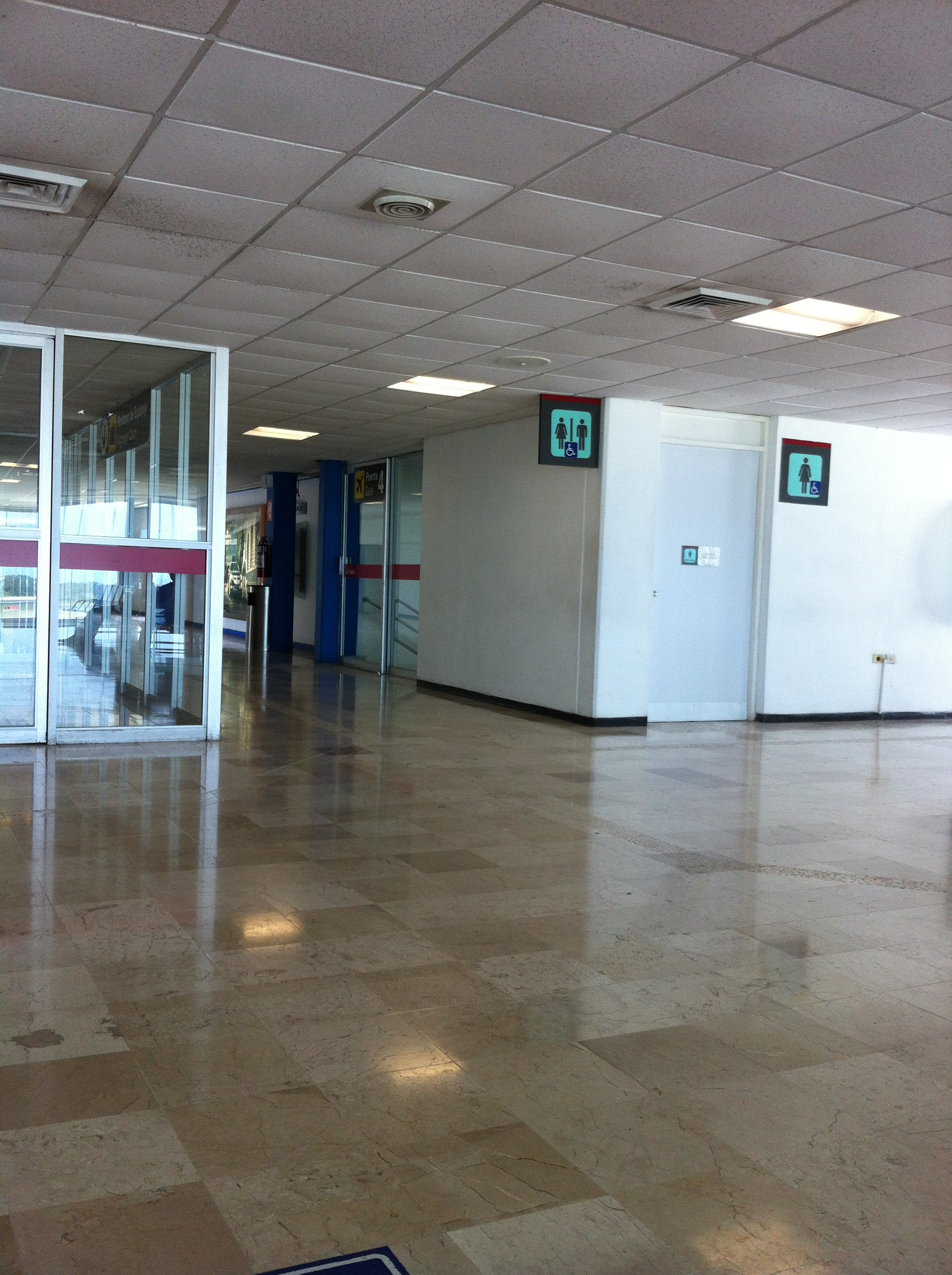
Intérieur de l'aéroport.

## Situation
| \| 500 km1:6 468 000 \| Acapulco Aguascalientes Huatulco Campeche Cancún Chetumal Chihuahua Ciudad · del Carmen Ciudad Juárez Ciudad · Obregón Ciudad · Victoria Colima Cozumel Culiacán Guanajuato Durango Guadalajara Hermosillo Ixtapa · Zihuatanejo La Paz San José · del Cabo Los Mochis Matamoros Mazatlán Mérida Mexicali Mexico B.J. Mexico F.A. Minatitlán Monterrey Morelia Nuevo · Laredo Oaxaca Playa · de Oro Puebla Puerto · Escondido Puerto · Vallarta Querétaro Reynosa San Luis · Potosí Tampico Tapachula Tepic Tijuana Toluca Torreón Tuxtla Gutiérrez Uruapan Veracruz Villahermosa Zacatecas |
| 500 km1:6 468 000 |

## Statistiques

### En graphique
Pour des raisons techniques, il est temporairement impossible d'afficher le graphique qui aurait dû être présenté ici.

Voir la requête brute et les sources sur Wikidata.

### Routes plus Transitées
| Nombre | Ville                                      | Passagers | Classement    | Compagnie aérienne                                        |
| ------ | ------------------------------------------ | --------- | ------------- | --------------------------------------------------------- |
| 1      | MexicoModèle:Country data Ciudad de México | 223,330   | en stagnation | Aeroméxico Connect, Interjet                              |
| 2      | Monterrey, Nuevo León                      | 79,088    | en stagnation | Aeroméxico Connect, Aeroméxico Express, TAR, Viva Aerobus |
| 3      | Cancun, Quintana Roo                       | 17,621    | 1             | Viva Aerobus                                              |
| 4      | Villahermosa, Tabasco                      | 13,815    | 2             | Aeroméxico Express, Viva Aerobus                          |
| 5      | Veracruz, Veracruz                         | 11,026    | 2             | Aeroméxico Express                                        |
| 6      | Guadalajara, Jalisco                       | 9,088     | 1             | Viva Aerobus                                              |
| 7      | Ciudad del Carmen, Campeche                | 320       |               | TAR                                                       |
| 8      | Aguascalientes, Aguascalientes             | 91        |               |                                                           |
| 9      | Querétaro, Querétaro                       | 58        | 1             | TAR                                                       |
| 10     | Torreón, Coahuila                          | 40        | 3             |                                                           |

## Compagnies aériennes qui volaient antérieurement au AIT
| Compagnies aériennes                                                             |
| -------------------------------------------------------------------------------- |
| Aeromar, Aero California, Aerocaribe, Alma de Mexico, Aviacsa, Mexicana, Volaris |

## Aéroports proches
LEs aéroports les plus proches sont :
- Aéroport international de Ciudad Victoria (193km)
- Aéroport national El Tajín (193km)
- Aéroport intercontinental de Querétaro (304km)
- Aéroport international de San Luis Potosi (321km)
- Aéroport national El Lencero (334km)